# Eugeniusz Adamkowski
Eugeniusz Adamkowski (ur. 16 grudnia 1901 w Płocku, zm. 12 października 1973 w Piotrkowie Trybunalskim) – polski działacz polityczny i społeczny. Uczestnik wojny polsko-bolszewickiej, kawaler Orderu Odrodzenia Polski.

## Życiorys
Był synem Władysława i Bronisławy (z Przybylskich). W roku 1912 rozpoczął naukę w Gimnazjum Polskim w Płocku. Był członkiem drużyny skautów, gdzie jego bezpośrednim przełożonym był Władysław Broniewski. W 1917 roku wstąpił w szeregi, tajnej wówczas, organizacji Polskiej Organizacji Wojskowej (POW). Jako jej aktywny członek brał udział w wielu akcjach, m.in. w rozbrajaniu żołnierzy niemieckich w Płocku w 1918 roku. Wywodząc się z rodziny o żywej tradycji patriotycznej, w 1920 roku wstąpił ochotniczo wraz z kolegami z wyższych klas płockiego gimnazjum do Wojska Polskiego. Został skierowany do uzupełnienia oddziału liniowego, walczącego w końcowej fazie działań na terenach obecnej Białorusi. Po powrocie z frontu wiosną 1921 roku kontynuował naukę w Gimnazjum Państwowym im. Króla Władysława Jagiełły w Płocku (obecnie Liceum Ogólnokształcące im. Władysława Jagiełły w Płocku), a w czerwcu 1922 roku uzyskał świadectwo dojrzałości. W październiku 1922 roku rozpoczął studia na wydziale prawa Uniwersytetu Warszawskiego, gdzie po zaliczeniu sześciu semestrów przeniósł się na Wydział Ekonomiczno-Finansowy do Instytutu Nauk Politycznych w Paryżu, którą to uczelnię ukończył w listopadzie 1928 r.
Po powrocie do kraju, w lutym 1929 roku podjął pracę w Ministerstwie Rolnictwa na stanowisku sekretarza prasowego ministra. Następnie rozpoczął pracę w warszawskiej Izbie Skarbowej. Jednocześnie zaangażował się w działalność polityczną (BBWR), a także czynnie uczestniczył w pracy związkowej, jako wiceprezes Zarządu Okręgu Stołecznego Związku Zawodowego Pracowników Skarbowych. W latach 1933–1937 pracował na stanowisku naczelnika Urzędów Skarbowych nr 9, 21 i 5 w Warszawie. We wrześniu 1939 roku walczył w II Ochotniczym Batalionie Obrony Warszawy. Po nastaniu okupacji niemieckiej rozpoczął działalność w Departamencie Skarbu Pionu Cywilnego Polskiego Państwa Podziemnego, którego zadaniem było utrzymanie ciągłości polskich instytucji państwowych oraz przygotowanie się do przejęcia władzy po zakończeniu działań wojennych. Otrzymał polecenie podjęcia pracy w niemieckiej administracji finansowej w Warszawie, w związku z czym od października 1939 roku do wybuchu powstania warszawskiego był kolejno naczelnikiem Urzędów Skarbowych nr 5 i 19. Umożliwiło mu to otaczanie opieką i pomocą komórek organizacyjnych Armii Krajowej, mających swe bazy w instytucjach przez niego kierowanych. Zorganizował zatrudnienie w Urzędzie Skarbowym nr 31 kpt. Zygmunta Netzera, który od 1942 roku był podinspektorem 2 Rejonu Obwodu Śródmieście Wojskowej Służby Ochrony Powstania. Po wzięciu udziału w początkowej fazie powstania warszawskiego otrzymał polecenie opuszczenia Warszawy, toteż ewakuował się do rodziny w Komorowie. Po upadku powstania został wysiedlony im. wraz z rodziną do obozu przejściowego w Pruszkowie (Dulag 121 Pruszków). Dzięki dobrej znajomości jęz. niemieckiego i obycia w kontaktach z administracją niemiecką, uzyskał zezwolenie na wyjazd do Piotrkowa Tryb., gdzie przybył wraz z rodziną we wrześniu 1944 roku. Po wyzwoleniu Piotrkowa przystąpił do zorganizowania Urzędu Skarbowego i objął jego kierownictwo pod koniec stycznia 1945 roku.
Na początku 1947 roku wstąpił do Stronnictwa Demokratycznego (SD) i zorganizował koło Pracowników Skarbowych, którego został przewodniczącym. W grudniu 1948 roku na Zjeździe Delegatów Komitetu Powiatowego SD w Piotrkowie Trybunalskim został wybranym jego przewodniczącym. Z funkcji tej po kilku miesiącach zrezygnował wobec służbowego przeniesienia do Ministerstwa Skarbu w Warszawie. Kontynuował tam działalność partyjną biorąc udział pracach Komisji Finansowej Rady Gospodarczej CK SD. Pod koniec 1950 roku powrócił do pracy w Piotrkowie Trybunalskim. Ponownie podjął aktywny udział w pracach miejscowego SD. Pełnił dwukrotnie funkcję przewodniczącego i dwukrotnie wiceprzewodniczącego PK SD oraz pięciokrotnie funkcję przewodniczącego Komisji Rewizyjnej. Ponadto był przez kilka kadencji przewodniczącym Koła Pracowników Rad Narodowych oraz członkiem Komisji Ekonomicznej WK SD w Łodzi. W latach 1951–1954 był z ramienia SD radnym WRN w Łodzi, oraz w latach 1948–1957 radnym i przewodniczącym Komisji Planu, Budżetu i Finansów MRN w Piotrkowie Trybunalskim. W pracy zawodowej zajmował różne stanowiska kierownicze. W latach 1956–1958 był wiceprzewodniczącym Prezydium MRN w Piotrkowie Trybunalskim, gdzie opracował założenia organizacyjno-prawne budowy szpitala przy ul. Rakowskiej (obecny Szpital Wojewódzki). Przez ostatnie 5 lat przed przejściem na emeryturę był dyrektorem Miejskiego Zarządu Budynków Mieszkalnych w Piotrkowie Trybunalskim. Do ostatnich chwil życia brał czynny udział w pracach organizacji masowych jak Front Jedności Narodu, Liga Obrony Kraju, Towarzystwo Przyjaźni Polsko-Radzieckiej, Związek Bojowników o Wolność i Demokrację, Polskie Towarzystwo Turystyczno-Krajoznawcze i pełnił w nich różne funkcje.
Pochowany został na Starym Cmentarzu Rzymskokatolickim w Piotrkowie Trybunalskim, zwanym Piotrkowskimi Powązkami.

## Odznaczenia i wyróżnienia
- Krzyż Niepodległości za udział w Wojnie Obronnej 1918–1920 (1933)[11]
- Srebrny Krzyż Zasługi za pracę zawodową (1938)[8][12]
- Odznaka 1000-lecia Państwa Polskiego (1962)[8]
- Odznaka XXV-lecia Stronnictwa Demokratycznego (1964)[8]
- Krzyż Kawalerski Orderu Odrodzenia Polski (1969)[13]

## Rodzina
Ożeniony 26 lutego 1933 roku w Warszawie z Zofią Stanisławą Młotkowską, lekarzem dentystą. Z tego małżeństwa miał dwóch synów: Jacka (ur. 1933, zm. 2003) i Karola (ur. 1943).